# 本田定年
本田 定年（ほんだ さだとし）は明治時代の地方行政官・民権家・書家。通称は孫三郎、号は退庵。武蔵国多摩郡下谷保村名主、神奈川県第十大区一小区戸長、北多摩郡役所書記。書記時代は公務の傍ら自由民権運動に関わり、晩年は東京に書法専修義塾を開いて書道を教えた。

## 生涯
幼名は簡蔵。幕末の政情不安の中、府中宿の近藤勇、日野宿の佐藤彦五郎の道場に通い、天然理心流剣術を学んだ。元治2年（1865年）2月21日父覚庵、慶応3年（1867年）9月15日兄東朔が急死して急遽家督を継ぐことになったが、医術は未熟だったため、伊豆国賀茂郡長津呂村（南伊豆町）から覚庵の同門武田宗堅を招いて医業を任せ、診療収入を宗堅のものとする代わりに無償で医業を学んだ。
明治5年（1872年）下谷保村元名主として壬申戸籍の編纂、壬申地券の発行に従事した。1873年（明治6年）5月四番組戸長となり、9月学制に基づき谷保村に神奈川県第百十番学校（現国立市国立第一小学校）を設立し、潤沢学舎と名付けた。1874年（明治7年）6月神奈川県第十大区一小区戸長となり、地租改正の調査に当たった。「良将も兵卒服せざれば戦い利あらず」として村民に有利になるよう取り計らったため、四小区戸長から戸長に不適格として告発され、1876年（明治9年）青柳村の検地のやり直しを命じられた。
公務に忙殺される中、医術開業試験で必修となった西洋医学を学ぶ時間もなく、医業の継続を断念、1875年（明治8年）宗堅を帰郷させ、昭和初期まで婦人病薬黒竜散を製造販売した。
1879年（明治12年）戸長を辞職し、1880年（明治13年）4月北多摩郡役所書記となった。この頃から自由民権運動に参加し、府中宿でしばしば演説会を企画、1881年（明治14年）1月15日北多摩郡の戸長層で結成した自治改進党の幹事となり、1882年（明治15年）8月15日板垣退助が結成した自由党に入党した。1883年（明治16年）10月7日同僚比留間雄亮・木村新之助と『武蔵野叢誌』を発刊し、漢詩文欄を担当した。1884年（明治17年）10月書記を辞したが、11月義弟佐藤俊宣が天皇制を家伝の名薬に見立てて風刺した「日東家伝勅命丸」が不敬罪に問われ廃刊、同年自由党も解党となった。
1886年（明治19年）1月26日谷保村・青柳村・本宿村・四ツ谷村・中河原村連合戸長となったが、1ヶ月で辞任し、三男定寿に家督を譲った。1887年（明治20年）2月10日神奈川県議会議員総選挙、1889年（明治22年）10月25日補欠選挙に出馬したが、いずれも最下位で落選した。この頃全国を放浪し、近藤勇の首級探しなどをしている。
1890年（明治23年）退庵と号し、大槻如電・原田竹外・今泉雄作等と六書会を結成し、書の展覧会を開いた。1901年（明治34年）神田区今川小路に書法専修義塾を開き、放浪時代に編み出したという倒筆教授法により合理的なカリキュラムで書道を教えた。1895年（明治28年）には神戸市下山手通七丁目にあり、第4回内国勧業博覧会で「楷書無量寿経屏風」が褒状を得た。1920年（大正9年）病のため帰郷し、1923年（大正12年）3月31日71歳で死去した。

## 著書
- 『春秋乗』 - 明治5年（1872年） から明治6年（1873年）までの日記。
- 「煙霞籍」 - 全国の文人から受けた詩文画をまとめた帳簿[1]。

## 遺墨
- 祭礼幟旗「正一位稲荷神社」 - 大正4年（1915年）筆。青柳稲荷神社所有、くにたち郷土文化館所蔵。国立市登録有形民俗文化財[4]。
- 襖「伏見戦後又会津／義士遂赴函館浜／…」 - 大沼枕山による土方歳三追悼詩。土方歳三生家所蔵[5]。

## 家族
- 父：本田覚庵
- 母：ぎん – 本田昂斎娘[6]。
  - 兄：本田東朔 - 覚庵の跡を継いだが、慶応3年（1867年）9月15日20歳で死去した[6]
  - 弟：本田定堅 - 西洋医学を学び、1886年（明治19年）故郷で開業した[6]。
  - 妹：とま - 日野宿（日野市）佐藤俊宣妻[6]。
- 妻：はや - 富沢来助娘。
  - 長女：スゲ – 小野路村（町田市）橋本政清妻[1]。
  - 三男：本田定寿（石庵） - 谷保村村長[1]。